# Francesco Maturanzio
Francesco Maturanzio, il cui cognome è attestato in latino come Mataratius e quindi reso nella forma umanistica Maturantius (Perugia, 1443 – Perugia, 20 agosto 1518), è stato un umanista e letterato italiano.

## Biografia
Nato a Perugia dalla famiglia Matarazzi, originaria di Deruta, nel capoluogo umbro Maturanzio compie i primi studi umanistici seguito dai maestri Guido Vannucci da Isola Maggiore (Guido dell’Isola) e Giovanni Antonio Campano, sviluppando con il primo un rapporto di grande devozione intellettuale.
Egli dimostra molto presto una spiccata vocazione letteraria che lo porta, ancora adolescente, ad essere scelto come compositore di versi in ottave in volgare italiano da abbinare ad un ciclo di 14 ritratti di uomini illustri dipinti per l’atrio del palazzo perugino di Braccio Baglioni, edificio che a metà del XVI secolo sarà quasi interamente demolito e i cui resti saranno inglobati nelle fondazioni della Rocca Paolina.
Nel 1464 Maturanzio si sposta a Ferrara, mosso dal desiderio di progredire negli studi, in particolare nella conoscenza della lingua, ma già prima del 1470 è a Vicenza, dove frequenta le lezioni del grammatico e umanista Ognibene da Lonigo, maestro di cui elogia la dottrina e l’integrità  e dove nel frattempo insegna privatamente ai giovani di quella città.
A questo periodo risale la trascrizione da parte sua di una raccolta di opere del poeta latino Ausonio.
Nel 1471 fa ritorno a Perugia, da dove tuttavia già nell’anno successivo, insoddisfatto della sua pronuncia del greco antico, decide di ripartire per la Grecia dove permane per due anni, durante i quali acquisisce una solida padronanza dell’antica lingua locale grazie alla frequenza, a Rodi, delle lezioni del maestro.
Nel 1473 giunge a Creta, dove viene in contatto con l’umanista e copista bizantino Michele Apostolio e si procura alcuni manoscritti prodotti dal suo atelier: tra questi, importante menzione meritano le tragedie di Eschilo (Prometeo, Sette contro Tebe, I Persiani) e le commedie di Aristofane (Le rane, Le donne all’assemblea) che costituiscono il codice Ms. 571 (H 56) della Biblioteca Augusta di Perugia.
Il clima sfavorevole, caratterizzato anche da alcune tempeste, ritarda il suo rientro in Italia, interrotto da tappe presso Zacinto e Cefalonia.
Tornato in patria, nel 1474 Niccolò Perotti, governatore di Perugia dal 1474 al 1477, lo nomina suo segretario personale. 
Tale incarico gli viene confermato anche da Lorenzo Zane, successivo governatore per gli anni 1483-1484, rendendo così la fama pubblica di Maturanzio sempre più solida. 
Morto il maestro Ognibene nel 1493, Maturanzio viene chiamato a Vicenza come suo successore nella cattedra di poesia e retorica, dove insegna per cinque anni.
Il soggiorno in quella città, durante il quale egli instaura ottimi rapporti, si interrompe bruscamente intorno al 1496, quando decide di rinunciare all’insegnamento nella locale università: probabilmente la ragione di questo comportamento trova risposta in una lettera, Octumviris Rei publicae Vicentinae, scritta dal docente poco dopo la sua partenza, nella quale sostiene di aver subito un torto da parte dei Vicentini che gli avrebbero affiancato un altro insegnante, inferiore a lui per dignità, al quale avrebbero riservato lo stesso trattamento economico.
Maturanzio ora riprende gli studi filosofici e si trasferisce per circa un anno a Venezia, nel 1497, dove acquista altri codici in lingua greca, di contenuto in prevalenza aristotelico, oggi alla Biblioteca Augusta di Perugia:  Simplicio, Commento al De coelo di Aristotele, Ms. 51 (A 51); Aristotele, Ethica Nicomachea e Teodoro di Gaza, De fato, Ms. 172 (C 55); Aristotele, Organon e Porfirio, Isagoge, Ms. 380 (F 54); Aristotele, Politica, Ms. 482 (G 7).
Nel 1498 il letterato torna a Perugia, dove viene festosamente accolto e torna ad insegnare nella locale università. 

Già in precedenza egli era stato più volte caldamente invitato a rientrare in patria, ma sino ad allora ne era stato dissuaso dal clima di guerriglia presente in città, causato dagli opposti partiti degli Oddi e dei Baglioni.
Nello stesso anno sposa una nobile perugina, Semidea, figlia di Averardo Montesperelli, dalla quale ha tre figli: Aurelio Apollinare, Marc’Antonio, professore di greco a Perugia nel 1518 e Angelo Felice. 

Sempre al 1498 sembra si possa ascrivere l’intervento di Maturanzio nell’elaborazione del programma iconografico della decorazione della Sala delle Udienze del Collegio del Cambio nel Palazzo dei Priori di Perugia, massimo capolavoro del pittore pievese Pietro Vannucci, detto il Perugino.
Nel 1503 il letterato è eletto cancelliere comunale, carica che gli verrà tolta nell’anno successivo e poi sempre rinnovata a partire dal 1506.

L’attività di insegnante, affiancata dagli incarichi politici, tra i quali quello di ambasciatore cittadino, dura fino alla sua morte, avvenuta il 20 agosto 1518.
Viene sepolto con pubblici onori nella locale Chiesa di Sant’Agostino.

La sua collezione di testi di autori classici greci e latini, manoscritti e a stampa, tra cui si annoverano anche molti dei codici greci da lui acquistati a Creta e a Venezia, è passata ex testamento dapprima alla biblioteca del Monastero dei Benedettini Cassinesi di San Pietro di Perugia e di qui successivamente, in tempi diversi, è pervenuta nella quasi sua interezza alla Biblioteca Augusta della medesima città.
Quella incarnata da Maturanzio è una figura completa di intellettuale umanista al servizio della propria comunità cittadina che si esplica nella sua molteplice attività di docente universitario, segretario comunale, ambasciatore, storico municipale, letterato al servizio delle arti.

## Opere

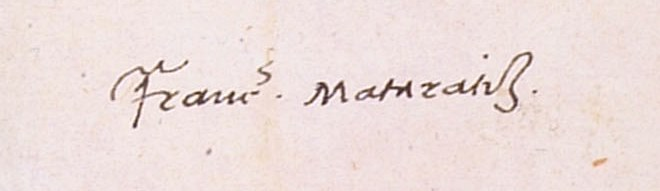
Firma autografa di Francesco Maturanzio, Manoscritto I 109 della Biblioteca comunale Augusta, Perugia

Quasi tutti gli scritti del Maturanzio sono in lingua latina, poiché egli riteneva che questa fosse la sola che si confacesse ad un uomo di studi. Amante dello stile ciceroniano, la sua fama è legata soprattutto ai commenti delle opere del grande scrittore arpinate, ed in particolare del De officiis.
Fanno eccezione i versi giovanili (Pataphii), composti per i dipinti del palazzo perugino di Braccio Baglioni, attestati nel Ms. 562 (H 47) della Biblioteca Augusta e la Cronaca della città di Perugia, edita per la prima volta da Ariodante Fabretti nel 1851, che riguarda gli avvenimenti nella città dal 1492 al 1503, entrambi redatti in volgare. 
Presso la Biblioteca Augusta sono conservati ben sei testimoni manoscritti della Cronaca di Maturanzio. 
Del più antico tra questi, il codice Ms. 715 (I 109) risalente al primo quarto del XVI secolo, è stata recentemente pubblicata una nuova edizione critica a cura di Carla Gambacorta. .

## Onorificenze
A Francesco Maturanzio è dedicata una via, aperta negli anni Sessanta, del moderno quartiere Pellini di Perugia.